# Ивановка (Табунский район)
Ивановка — упразднённое село в Табунском районе Алтайского края. Находилось на территории Большеромановского сельсовета. Ликвидировано в 1950-е годы г.

## География
Располагалось в 6,5 км к юго-востоку от села Карпиловка.

## История
Основано в 1909 году. В 1928 г. деревня Ивановка состояла из 43 хозяйств. В составе Пирятинского сельсовета Славгородского района Славгородского округа Сибирского края.

## Население
В 1928 году в деревне проживал 228 человек (115 мужчин и 113 женщин), основное население — украинцы.